# Stra
Stra ist eine italienische Gemeinde mit 7526 Einwohnern (2022) in der Region Venetien, Metropolitanstadt Venedig.
Die angrenzende Gemeinden sind Dolo, Fiesso d’Artico, Fossò, Noventa Padovana (PD), Vigonovo und Vigonza (PD).

## Sehenswürdigkeiten
In Stra befindet sich der Landsitz der venezianischen Familie Pisani, die Villa Pisani. Sie wurde im 18. Jahrhundert am Ufer der Brenta nach Plänen von Girolamo Frigimelica erbaut, die von seinem Nachfolger Francesco Maria Preti verändert wurden. Die Villa enthält unter anderem Fresken von Giovanni Battista Tiepolo und dessen Sohn Giovanni Domenico Tiepolo, Andrea Brustolon und von Mengozzo Colonna.

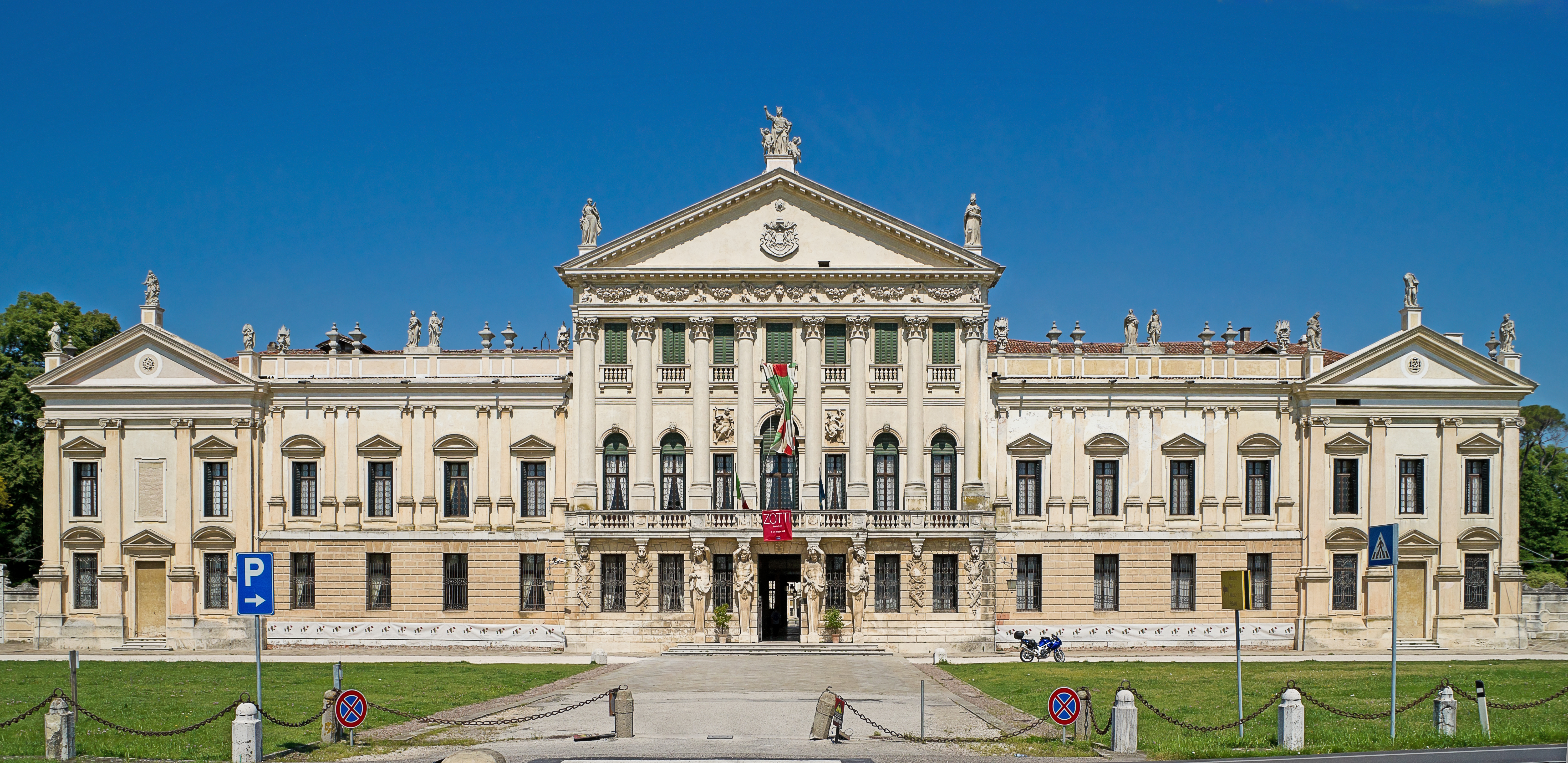
Villa Pisani in Stra

## Persönlichkeiten
- Johann Anton von Goëss (1816–1887), Offizier, Großgrundbesitzer und Politiker, Landeshauptmann von Kärnten 1861–1876
- Luigi Polacco (1917–2007), Archäologe